# Рипенда Коси
Рипенда Коси (хорв. Ripenda Kosi) — населений пункт у Хорватії, в Істрійській жупанії у складі міста Лабин.

## Населення
Населення за даними перепису 2011 року становило 12 осіб.
Динаміка чисельності населення поселення:

## Клімат
Середня річна температура становить 13,66 °C, середня максимальна – 25,64 °C, а середня мінімальна – 1,90 °C. Середня річна кількість опадів – 1100 мм.
| Клімат поселення                              | Клімат поселення | Клімат поселення | Клімат поселення | Клімат поселення | Клімат поселення | Клімат поселення | Клімат поселення | Клімат поселення | Клімат поселення | Клімат поселення | Клімат поселення | Клімат поселення | Клімат поселення |
| Показник                                      | Січ.             | Лют.             | Бер.             | Квіт.            | Трав.            | Черв.            | Лип.             | Серп.            | Вер.             | Жовт.            | Лист.            | Груд.            |                  |
| Середній максимум, °C                         | 9,45             | 9,24             | 12,06            | 15,04            | 20,14            | 24,37            | 25,64            | 25,50            | 21,22            | 16,88            | 12,24            | 9,48             |                  |
| Середня температура, °C                       | 5,77             | 5,58             | 8,39             | 11,37            | 16,46            | 20,70            | 23,09            | 22,95            | 18,67            | 14,33            | 9,70             | 6,94             |                  |
| Середній мінімум, °C                          | 2,11             | 1,90             | 4,71             | 7,70             | 12,80            | 17,04            | 20,54            | 20,41            | 16,14            | 11,79            | 7,15             | 4,40             |                  |
| Норма опадів, мм                              | 90               | 73               | 79               | 82               | 72               | 85               | 54               | 81               | 103              | 133              | 138              | 110              |                  |
| Середньомісячна швидкість вітру, м/с          | 3.04             | 3.24             | 3.25             | 3.08             | 2.76             | 2.65             | 2.62             | 2.66             | 2.80             | 3.09             | 3.37             | 3.29             |                  |
| Середньомісячна сонячна радіація, кДж/м²·день | 4568             | 7353             | 10706            | 15251            | 19569            | 21211            | 22460            | 19399            | 14220            | 9142             | 4965             | 3826             |                  |
| --------------------------------------------- | ---------------- | ---------------- | ---------------- | ---------------- | ---------------- | ---------------- | ---------------- | ---------------- | ---------------- | ---------------- | ---------------- | ---------------- | ---------------- |
| Джерело:                                      |                  |                  |                  |                  |                  |                  |                  |                  |                  |                  |                  |                  |                  |